# Jordi Borja
Jordi Borja Sebastià (Barcelona, 18 de junho de 1941) é um geógrafo, urbanista e político espanhol. É licenciado em sociologia e ciências políticas, diplomado em geografia e mestre em urbanismo. É professor na Universidade Aberta da Catalunha (UOC) onde é responsável pelo Área de Gestão da Cidade e Urbanismo e, desde dezembro de 2012, atua como presidente do Observatori DESC -Direitos econômicos, sociais e culturais- localizado em Barcelona.

## Dados biográficos
Militante do PSUC desde 1962, esteve no exílio desde 1961 a 1968. De 1968 a 1972 foi professor de sociologia urbana na Universidade de Barcelona e, de 1972 a 1984, de geografia urbana e instituições territoriais na Universidade Autônoma de Barcelona. Entre 1969 e 1970 foi vocal da Sociedade Catalã de Geografia.
Foi membro do Comitê Central do PSUC e do PCE e o responsável por política municipal e movimentos populares do PSUC de 1974 a 1981. Foi eleito deputado nas eleições ao Parlamento de Catalunha de 1980 pelo PSUC, vice-prefeito na Prefeitura de Barcelona, também pelo PSUC de 1983 a 1995 e vice-presidente executivo da Área Metropolitana de Barcelona de 1987 a 1991.
É diretor da empresa de consultoria Jordi Borja Urban Technology Consulting S.L., professor da Universidade Aberta de Catalunha e diretor do mestrado em Gestão Urbana na Universidade Politécnica da Catalunha. Atuou como professor nas universidades de Paris, Roma, Nova Iorque, México e Buenos Aires e como co diretor da Assessoria de Planos Estratégicos do Rio de Janeiro, Bogotá e Medellín. Tem colaborado em numerosas publicações como L'Avenç, L'Espill, Enquanto e El País, entre outras.
Desde o 22 de dezembro de 2012, Jordi Borja é Presidente do Observatório DESC de Barcelona sobre Direitos econômicos, sociais e culturais.

## Publicações
- 1986 - Por municípios democráticos: dez anos de reflexão crítica e movimento cidadão.
- 1987 - Descentralização e participação cidadã.
- 1988 - Democracia local: descentralização do Estado, políticas econômico-sociais na cidade e participação popular.
- 1997 - Local e global: a gestão das cidades em era-a da informação.
- 1998 - A cidade do futuro, o futuro das cidades (com Oriol Nel·o i Colom e Josep M. Vallès)
- 2001 - O espaço público: cidade e cidadania (com Zaida Muixí)
- 2003 - A cidade conquistada.
- 2003 - Urbanismo no século XXI.
- 2010 - Luzes e sombras do urbanismo de Barcelona.
- 2014 - Revolução urbana e direitos cidadãos.[4][5][6]